# Ryang Chun-hwa
Ryang Chun-hwa (* 12. Juni 1991 in Pjöngjang) ist eine nordkoreanische Gewichtheberin. Sie gewann bei den Olympischen Spielen 2012 eine Bronzemedaille in der Gewichtsklasse bis 48 kg Körpergewicht.

## Werdegang
Ryang Chun-hwa begann als Jugendliche in Pjöngjang mit dem Gewichtheben. Sie ist nur 1,47 Meter groß und startet in der leichtesten Gewichtsklasse im Frauengewichtheben, der Gewichtsklasse bis 48 kg Körpergewicht. Sie ist Studentin.
Ihren ersten Start bei einer internationalen Meisterschaft absolvierte sie gleich bei der Weltmeisterschaft 2010 in Antalya. Sie erreichte dort im Zweikampf 175 kg (75–100), womit sie auf den 8. Platz kam. Im August 2011 belegte sie bei der Universiade in Shenzen/China mit 186 kg (80–106) hinter Xiao Hongyu, China, die auf 188 kg (80–108) kam, den 2. Platz.
Im Juli 2012 war sie bei den Olympischen Spielen in London am Start. Sie steigerte sich dort im Zweikampf auf 192 kg (80–112) und gewann damit hinter Wang Mingjuan, China, 205 kg (91–114) und Hiromi Miyake, Japan, 197 kg (87–110) die Bronzemedaille.
Im Juni 2013 wurde Ryang Chun-hwa in Astana Asienmeisterin. Ihre Leistung im Zweikampf betrug dabei 190 kg (80–110). Sie verwies damit Agustiani Sri Wahyuni aus Indonesien, die auf 176 kg (76–100) auf den 2. Platz. Bei der Weltmeisterschaft 2013 in Wrocław kam Ryang Chun-hwa nicht ganz an ihre Leistung von Astana heran. Mit 186 kg (81–105) im Zweikampf erreichte sie aber einen sicheren 2. Platz und wurde damit Vize-Weltmeisterin. Die Siegerin dieses Wettkampfes, die Chinesin Tan Yayun, die auf 199 kg (84–115) kam, konnte sie aber nicht gefährden. Mit ihren Einzelleistungen gewann sie jeweils eine Silbermedaille.

## Internationale Erfolge
| Jahr | Platz  | Wettbewerb                   | Gewichtsklasse | Ergebnisse |
| 2010 | 8.     | WM in Antalya                | bis 48 kg      | mit 175 kg (75–100); Siegerin: Nurcan Taylan, Türkei, 214 kg (93–121)                                                    |
| 2011 | 2.     | Universiade in Shenzen/China | bis 48 kg      | mit 186 kg (80–106), hinter Xiao Hongyu, China, 188 kg (80–108)                                                          |
| 2012 | Bronze | OS in London                 | bis 48 kg      | mit 192 kg (80–112), hinter Wang Mingjuan, China, 205 kg (91–114) und Hiromi Miyake, Japan, 197 kg (87–110)              |
| 2013 | 1.     | Asienmeisterschaft in Astana | bis 48 kg      | mit 190 kg (80–110), vor Agustiani Sri Wahyuni, Indonesien, 176 kg (76–100) und Hoai Do Thi Thu, Vietnam, 174 kg (78–96) |
| 2013 | 2.     | WM in Wrocław                | bis 48 kg      | mit 186 kg (81–105), hinter Tan Yayun, China, 199 kg (84–115), vor Carolina Valencia, Mexiko, 181 kg (78–103)            |

## WM-Einzelmedaillen
- WM-Silbermedaillen: 2013/Reißen – 2013/Stoßen

Erläuterungen
- alle Wettkämpfe im Zweikampf, bestehend aus Reißen und Stoßen
- OS = Olympische Spiele, WM = Weltmeisterschaft